# Malcolm Jenkins

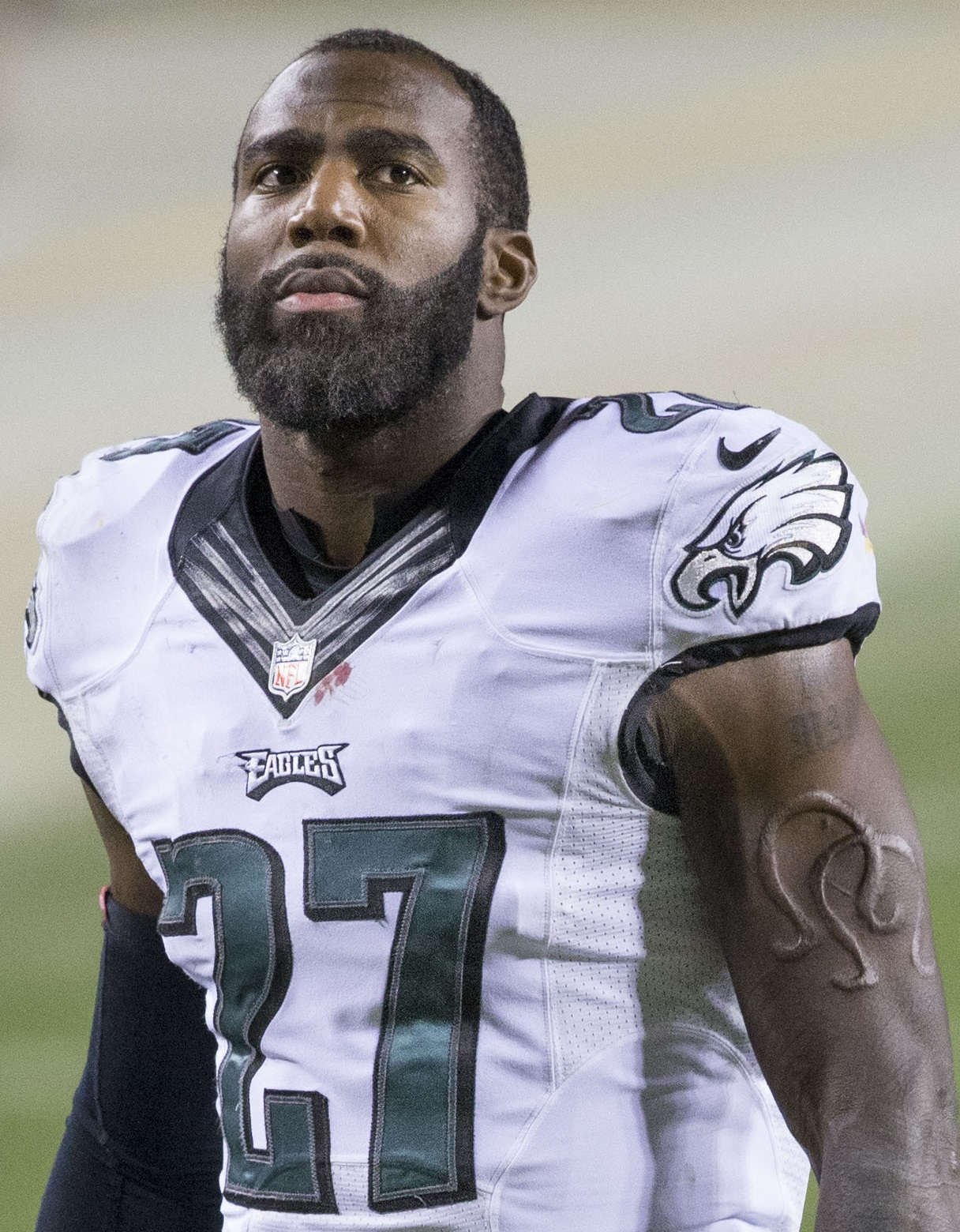
Malcolm Jenkins em 2014.

Malcolm Jenkins (East Orange, Nova Jérsei, 20 de dezembro de 1987) é um jogador profissional aposentado de futebol americano estadunidense que atuava na posição de safety na National Football League. Foi campeão das temporadas de 2009 e 2017, jogando pelo New Orleans Saints e pelo Philadelphia Eagles, respectivamente.
Jenkins se aposentou em março de 2022, após treze temporadas na NFL.

## Estatísticas
- Tackles totais: 1 044
- Sacks:	13,5
- Fumbles forçados: 20
- Fumble recuperados: 11
- Interceptações: 21
- Touchdowns defensivos: 8